# Claudien Mamert
Pour les articles homonymes, voir Mamert.
Claudien Mamert (Claudianus Mamertus) est un philosophe et théologien gallo-romain de la fin du Ve siècle. Contemporain et ami de Sidoine Apollinaire, qui le décrit comme un disciple de Platon qui ne se distinguerait en rien des autres platoniciens, sinon par sa foi de chrétien. Il fait le lien, dans l'Occident latin, entre Augustin et Boèce. 

## Biographie
On ne sait à peu près rien de Claudien Mamert, sinon qu'il est né sans doute dans la ville de Vienne, en Gaule, près de Lyon, au début du Ve siècle et qu'il est décédé après 470. On pense qu'il a fait ses études à Lyon. Il a été ordonné prêtre par son frère, Saint Mamert, qui était évêque de Vienne, et qu'il a soutenu dans son sacerdoce. À son frère on doit l'institution des Rogations vers 469.

## Œuvres
Claudien Mamert est surtout connu pour son ouvrage De statu animae (en trois livres, paru vers 468-470), qu'il a dédié à Sidoine Apollinaire. Dans une lettre, Sidoine parle de Claudien Mamert en ces termes 
«  Librum de statu animæ, tribus voluminibus illustrem, Mamertus Claudianus, peritissimus Christianorum philosophus, et quorumlibet primus eruditorum totis sectatæ philosophiæ membris, artibus, partibusque comere et excolere curavit, novem quas vocant Musas, disciplinas aperiens esse, non feminas. »
- Traduction :  Mamertus Claudianus, le plus habile philosophe des chrétiens, le premier de tous les savants, a pris soin d’enrichir et d’orner de tous les membres, de toutes les parties, de tous les secrets de la philosophie profane, un livre remarquable sur la Nature de l’âme,  et en trois volumes, où il prouve que les neuf Muses ne sont point des femmes, mais les sciences personnifiées .
On lui doit deux lettres et Sidoine Apollinaire parle d'un lectionnaire. Cet ouvrage montre que Claudien Mamert connaissait des textes "platoniciens", dont le De regressu animae de l'élève néoplatonicien de Plotin, Porphyre.

### LeDe statu animae
Le peu de cas que nous faisons aujourd'hui de cet ouvrage ne doit pas faire oublier qu'il a été pendant la presque totalité du Moyen Âge un des classiques de la psychologie (des ouvrages portant sur l'âme). Cassiodore s'en inspire dans son De Anima et Abélard au XIIe siècle le cite régulièrement. Nicolas de Clairvaux [réf. souhaitée], le secrétaire de Bernard de Clairvaux, le porte littéralement aux nues et le compare à Saint Augustin.